# 映画祭事務局
映画祭事務局（えいがさいじむきょく、Directorate of Film Festivals）は、かつてインド情報・放送省に存在した部局で、インド映画関連事業の専従機関。国家映画賞、インド国際映画祭、同映画祭「インド映画パノラマ」部門を管轄していた。

## 概要

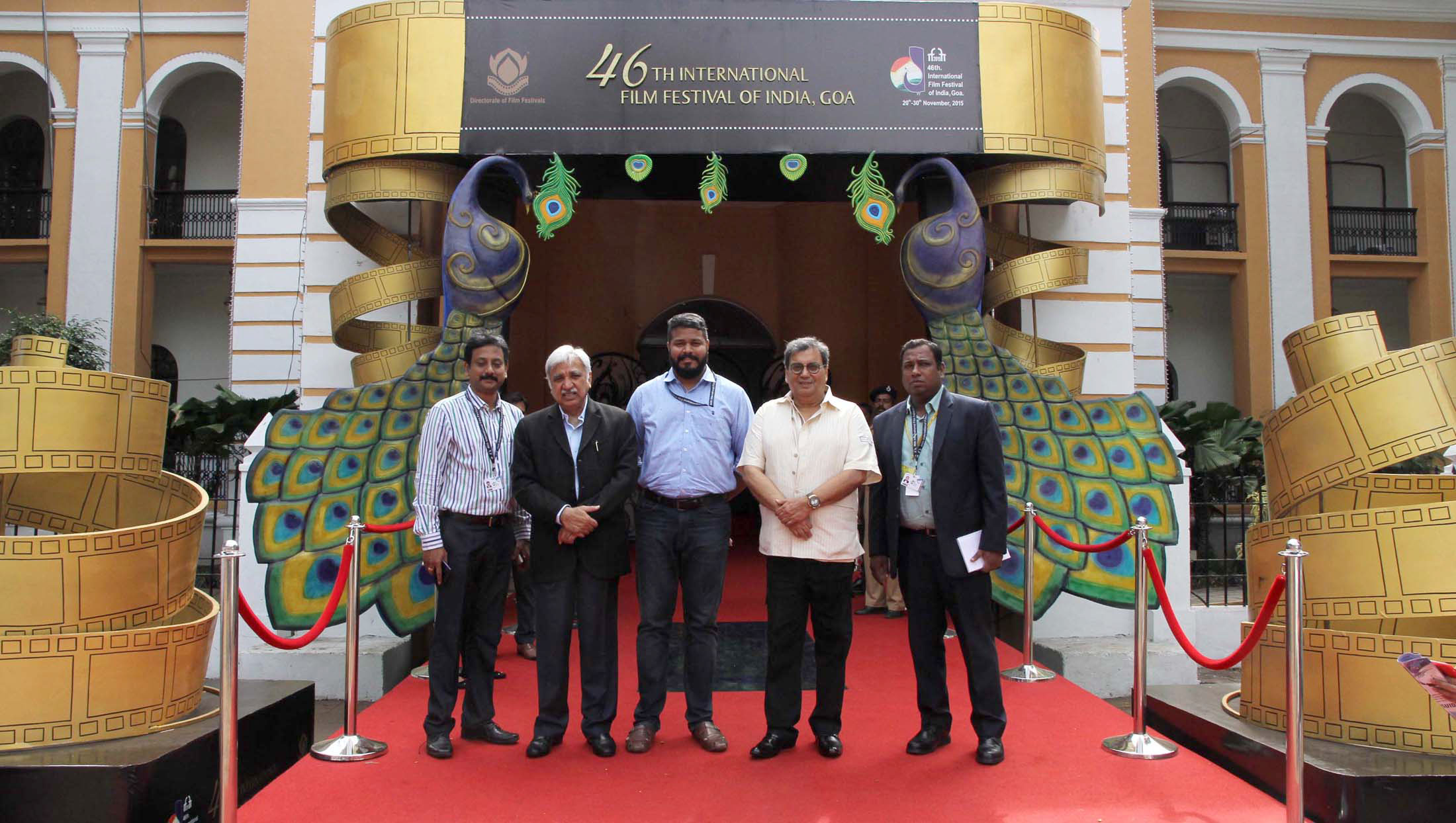
第46回インド国際映画祭に出席する映画祭事務局長C・センティル・ラージャン（右端）

1973年に情報・放送大臣インドラ・クマール・グジュラール（元ニューデリー映画協会会員）の実施した「包括的映画政策」の一環として同省内に新設された。映画祭事務局は良質なインド映画の国内外への普及、国外の映画祭で評価を得る機会を提供することを目的に設置され、それまで隔年開催だったインド国際映画祭を1975年以降は毎年開催できるようにした。また1978年には同映画祭に「インド映画パノラマ」部門を新設し、海外市場に良質なインド映画を紹介するための場を設けた。この他にコンペティション部門での上映が決定した監督への財政支援やインド映画の国外上映会、海外映画のインド上映会を組織する文化交流事業も行っている。インド映画を評価・紹介する国家映画賞やインド国際映画祭の運営を管轄しているため、インドを代表する映画は映画祭事務局が掌握しているとされている。
2020年12月、映画祭事務局の機能をインド国立映画開発公社に統合することが決定し、2022年3月に同局は廃止された。